# Pseudopieris viridula
Pseudopieris viridula är en fjärilsart som först beskrevs av Felder 1861.  Pseudopieris viridula ingår i släktet Pseudopieris och familjen vitfjärilar. Inga underarter finns listade.